# Kolumbos

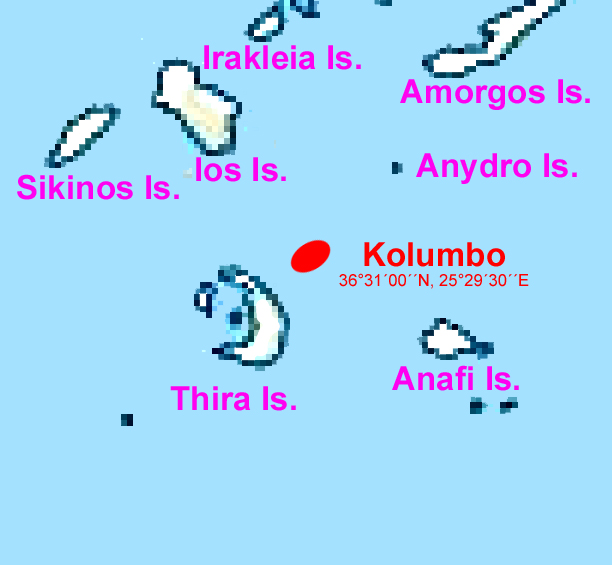
Karte des submarinen Vulkans Kolumbo nordöstlich von Santorin (Thira)

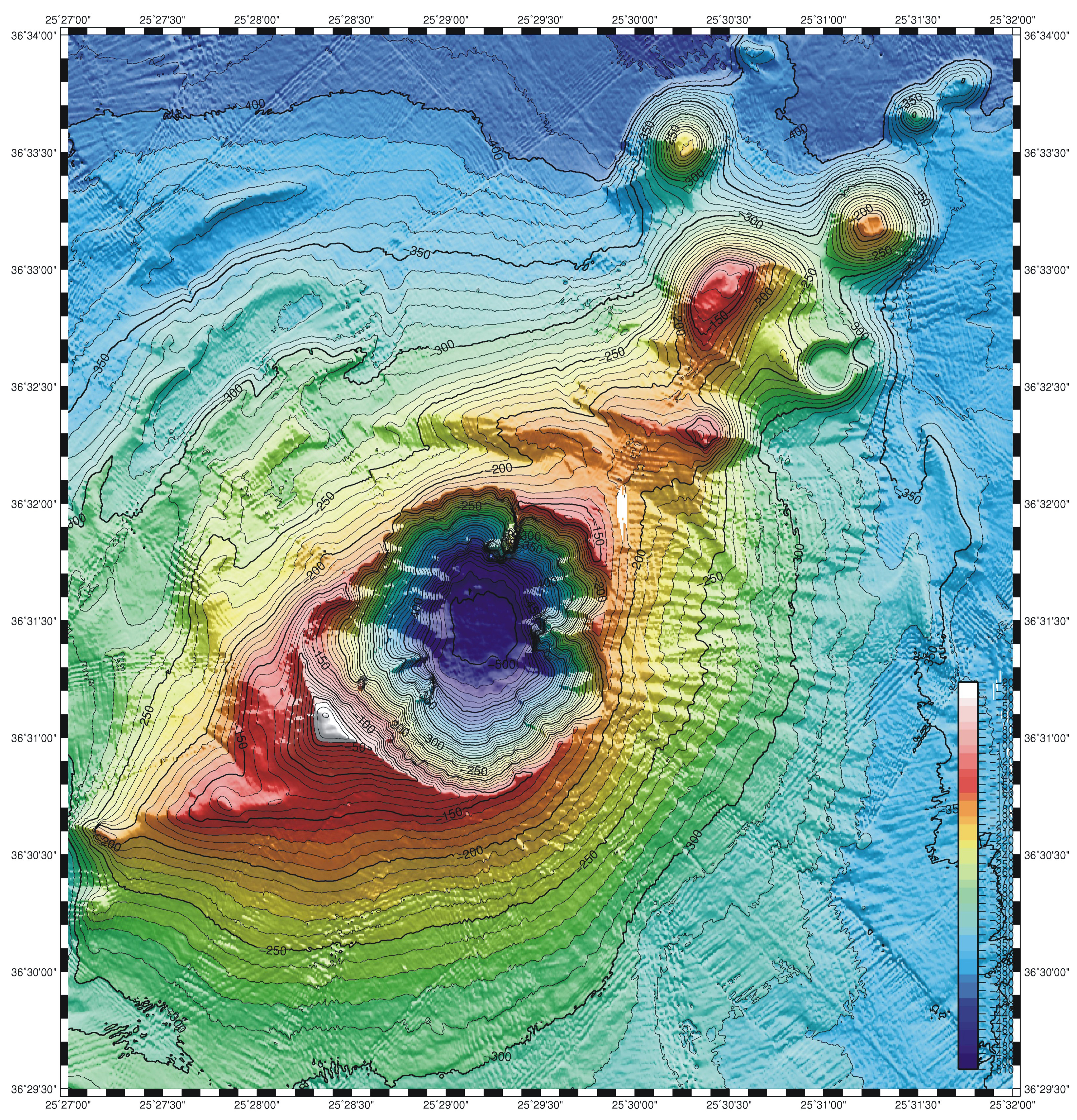
Grafik des Unterwasserkraters nach Daten der NOAA-Expedition 2006

Der Kolumbos  (griechisch Κολούμπος Koloumbos (m. sg.), im Griechischen veraltet) oder Kolumbo (Κολούμπο Koloumbo (n. sg.)) ist ein submariner Vulkan ungefähr 7 km nordöstlich der griechischen Kykladen-Insel Santorin. Einen Teil des Kykladenbogens bildend, befinden sich in der von Südwesten nach Nordosten verlaufenden Schwächezone um die Vulkaninsel Santorin weitere aktive und inaktive Vulkane, von denen der Kolumbos neben den Christiana-Inseln einer der bekanntesten ist.
Der Kraterrand des Kolumbos-Vulkans liegt nur 10 bis 18 Meter unter der Meeresoberfläche, seine Caldera dagegen erreicht eine Tiefe von bis zu 505 Metern. Der Krater hat einen Durchmesser von 1,5 Kilometern. Am Nordostende der Kratergrundfläche durchbrechen hydrothermale Quellen den von einer dicken Bakterienschicht bedeckten Meeresboden. Das dort ausströmende überhitzte (bis zu 224 °C wurden gemessen), metallhaltige Wasser hat hier seit 1650 bis zu vier Meter hohe Schlote aus Metall-Schwefel-Verbindungen entstehen lassen.
Das Gebiet um den Vulkan ist mit dem Namen Thalassia Periochi Koloumbo („Meeresgebiet Kolumbos“) als Natura-2000-Schutzgebiet ausgewiesen.

## Der Ausbruch 1650
1649 hatte sich der Vulkan so weit erhoben, dass er über die Wasseroberfläche ragte. Der zwei Monate dauernde Ausbruch des Kolumbos im September 1650 war seit 1000 Jahren der stärkste Vulkanausbruch im östlichen Mittelmeer. Die mit starken Erdbeben einhergehende Eruption richtete auf Santorin große Schäden an und kostete über 50 Einwohner das Leben, viele Gebäude wurden zerstört, der Ascheregen brachte Ackerbau und Viehzucht zum Erliegen. Der Kollaps des Vulkans in seine Caldera löste einen Tsunami aus, der noch auf Inseln in 150 km Entfernung Schäden verursachte.

## Ältere Ausbrüche
Der Kolumbos ist Teil des 60 km langen Christiana-Santorini-Kolumbo-Vulkanfeldes, welches im Zentrum eines aktiven Grabensystems liegt. Seismische Studien haben gezeigt, dass der Kolumbos aus mindestens fünf übereinanderliegenden kegelförmigen Einheiten besteht, die aus früheren Eruptionen hervorgegangen sind. Der Großteil des Vulkans liegt unter dem Meeresboden und wurde durch spätere Sedimentation begraben. Die ersten zwei Eruptionen fanden vor circa einer Million Jahren statt und formten den Großteil des Vulkans. Nordöstlich von Kolumbos liegt die Kolumbos-Vulkankette, die aus mehr als 24 submarinen vulkanischen Kegeln besteht. Diese Kette entstand vor circa 360.000 bis 700.000 Jahren, als entlang des gesamten Christiana-Santorini-Kolumbo-Vulkanfeldes kleinere Vulkane entstanden. Die obersten zwei Einheiten von Kolumbos sind parallel zu den eruptiven Zyklen Santorinis in den letzten 360.000 Jahren entstanden. Dabei wurde die Entwicklung des Christiana-Santorini-Kolumbo-Vulkanfeldes vermutlich stark durch die tektonische Entwicklung des Santorini-Amorgos-Grabensystems beeinflusst.

## Aktuelle Aktivitäten

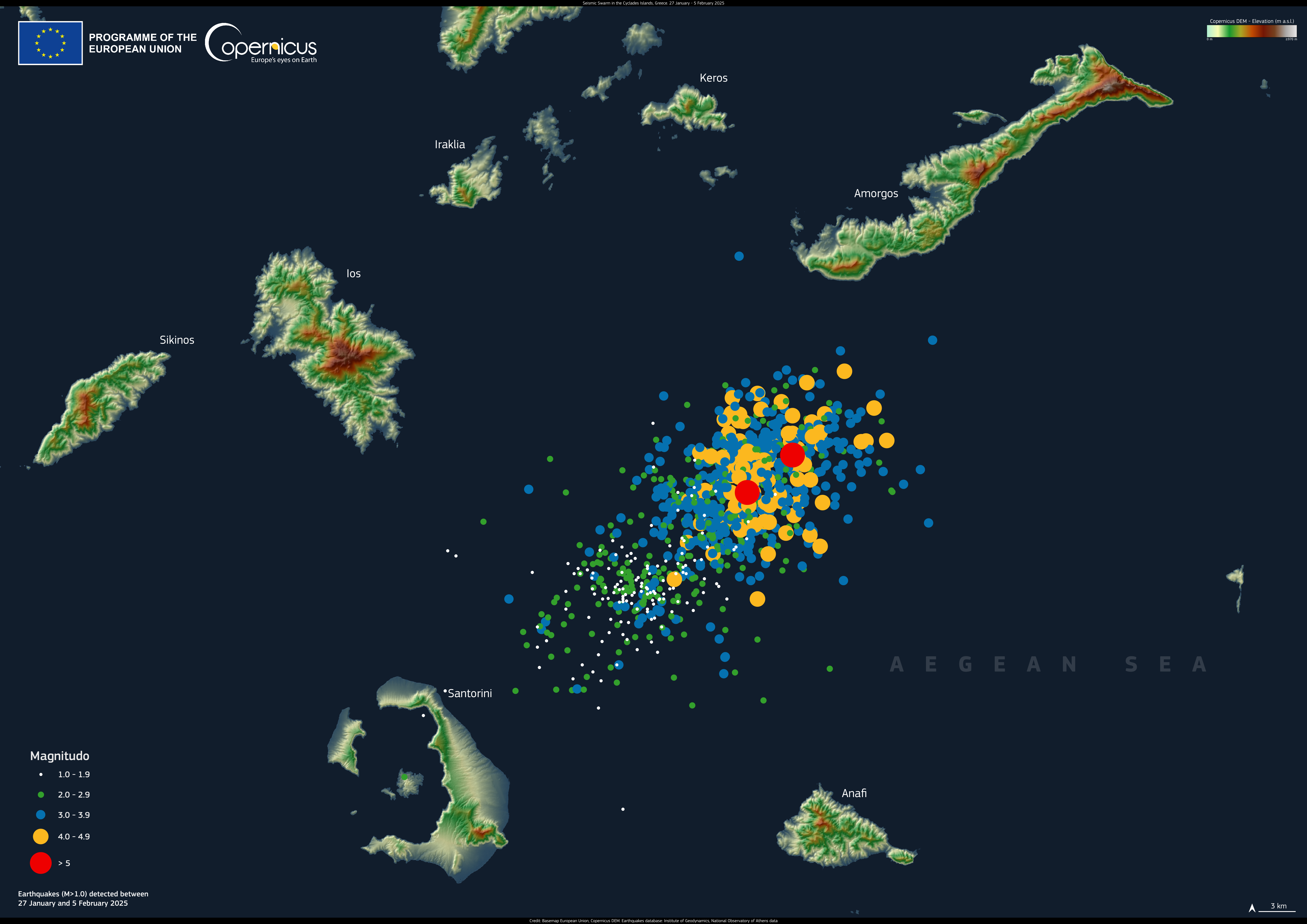
Erdbebenschwarm (Mitte) nordöstlich von Santorin (links unten) zwischen 27. Januar 2025 und 5. Februar 2025. Kolumbos liegt am Südwestrand der Epizentren-Punktwolke, zwischen Ios und Anafi.

Der Kolumbos-Vulkan gilt aufgrund entsprechender Anzeichen wie Hitze und austretender Gase als aktiv. Seismische Messungen haben gezeigt, dass sich unter dem Vulkan ein Reservoir mit flüssigem Magma füllt und es in den nächsten 150 Jahren ausreichend Magma geben könnte, um eine starke explosive Eruption mit Tsunami auszulösen. Um das Ausbruchsrisiko des Kolumbos zu bestimmen, hat ein Team vom Imperial College London 2022 den Untergrund im Bereich des Vulkans einer hochauflösenden seismischen Durchleuchtung unterzogen. Die Analyse ergab, dass sich nur 2 bis 4 Kilometer unter dem Kolumbos-Vulkan eine auffällige Zone befindet, in der sich die seismischen Wellen nur sehr langsam ausbreiten.
Gegen Ende Januar 2025 begann bei Santorin eine Erdbebenserie (Erdbebenschwarm) zunehmender Stärke zwischen 4 und 5 (am 2. Februar 4,3), als deren Ausgangspunkt nordöstlich des Vulkangebiets um Kolumbos identifiziert wurde. Schulen wurden auf Santorin und auch auf den Inseln Amorgos, Anafi und Ios geschlossen, Personen sollten steile Küstenabschnitte meiden, viele verließen vorübergehend die Insel.

## Namensgebung
Der neue Vulkan bildete einen Ring aus Tuffstein, der anfangs noch über der Wasseroberfläche lag, aber später schnell erodierte. Da er im Gegensatz zu den anderen Santorin-Vulkanen, die aus vollkommen schwarzer Lava gebildet sind, schneeweiß war, wurde die neue Vulkaninsel nach dem italienischen Wort für Taube – Colombo – auf Griechisch „Koloumbos“ genannt.